# كأس الاتحاد الأسترالي 2016
كأس الاتحاد الأسترالي 2016 (بالإنجليزية: 2016 FFA Cup)‏ هو الموسم 3 من كأس الاتحاد الأسترالي. أقيم خلال الفترة 12 فبراير 2016 وحتى 30 نوفمبر 2016، وأشرف على تنظيمه اتحاد أستراليا لكرة القدم، وكان عدد الأندية المشاركة فيه 704، وفاز فيه نادي ملبورن سيتي.